# 华林寺塔
25°09′20″N 113°54′05″E / 25.15556°N 113.90139°E
华林寺塔位于中国广东省仁化县闻韶镇下徐村，是一座北宋楼阁式砖塔，1989年被列为广东省文物保护单位。
华林寺塔原在华林寺内，今寺已毁，仅塔尚存。据塔身铭文砖载，塔建于北宋元丰五年（1082年）。塔平面六角，边长1.84米，七层，为穿心绕平座式仿木楼阁式砖塔，残高21.74米。塔身各层置假平座，一至三层均有仿木的柱、阑额、普柏枋、斗栱等构件，四至七层无阑额。